# Hemisturmia parva
Hemisturmia parva là một loài ruồi trong họ Tachinidae.